# Pierre Deluns-Montaud

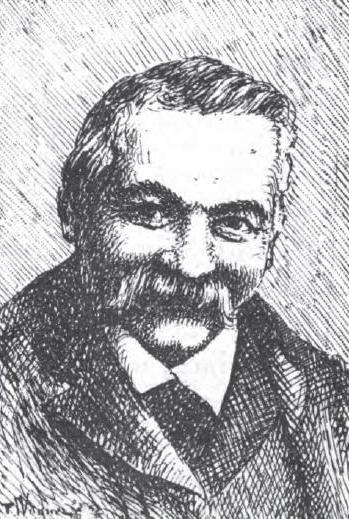
Pierre Deluns-Montaud

Pierre Deluns-Montaud, okzitanisch Pèire Deluns-Montaut, (geboren als Pierre Montaud am 5. Juni 1845 in Allemans-du-Dropt; gestorben am 8. November 1907 in Paris) war ein französischer Politiker der Dritten Republik.

## Leben
Pierre Montaud wurde als Sohn von Jean Montaud, einem örtlichen Beamten, geboren. Er arbeitete zunächst als Rechtsanwalt in Marmande und war dort auch Stadtrat und stellvertretender Bürgermeister. 1879 wurde er für das Département Lot-et-Garonne im Wahlkreis Marmande als Vertreter der Union républicaine in die Abgeordnetenkammer gewählt. Dort saß er bis 1898.
Als politischer Weggefährte von Armand Fallières war er vom 4. April 1888 bis zum 15. Februar 1889 Minister für öffentliche Arbeiten in der Regierung Charles Floquet. Er war einer der treuesten Freunde Léon Gambettas, der die Festigkeit seiner republikanischen Überzeugungen und seine umfassenden politischen Kenntnisse schätzte. Nach dessen Tod unterstützte er entschieden die Politik von Jules Ferry.

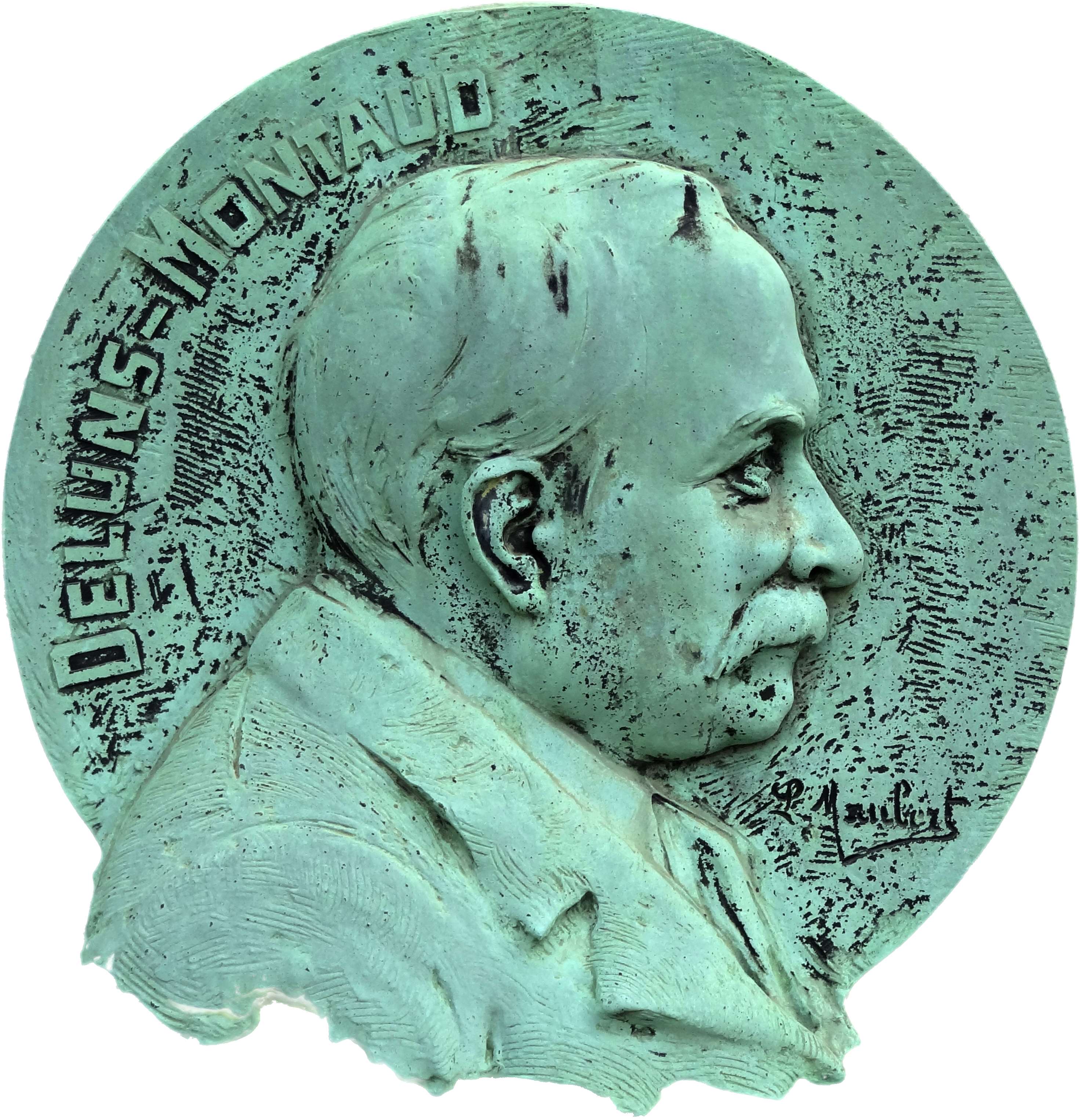
Pierre Deluns-Montaud von Louis Maubert

Er war langjähriger Mitarbeiter der République française und ab 1887 auch der Petite Gironde und veröffentlichte eine Studie über die politische Philosophie Gambettas. Als Positivist gehörte er zu den engen Freunden des Philosophen Pierre Laffitte. Nach seiner Niederlage bei den Wahlen von 1893 wurde er zur Leitung des Archivs im Außenministerium in Nantes berufen.
Er war Präsident der Société Gambetta und der Société des félibres de Paris von 1906 bis zu seinem Tod.
Er wurde in Clamart im Familiengrab beigesetzt. Deluns-Montaud war Offizier der Ehrenlegion.